# 大内さくら
大内 さくら（おおうち さくら、本名：大内 直子、1979年7月13日 - ）は、日本の女子プロボクサー。福島県郡山市出身。シャイアン山本ジム所属。旧リングネームSAKURA（さくら）。階級はアトム級。地方公務員ボクサーとして知られる。

## 来歴
高校時代は新体操部所属。元東洋太平洋チャンピオン林田龍生と知り合ったことを機にボクシングを始める。
2006年4月30日、岡山オレンジホールにてJWBC最高齢の藤澤ノリ戦でプロデビュー。しかし、2R負傷判定で敗れる。同年6月10日、関友紀子戦で判定により初勝利。10月29日、江口凡子を判定で下し2連勝。しかし2007年2月12日、神田桃子のデビュー戦の相手である相川周子に1RKO負けを喫し戦績は4戦2勝2敗となった。
2008年にJBCプロライセンスを取得し、リングネームを大内さくらに変え、5月9日の女子第1回興行「G Legend」で1期生最年少の小林悠梨を下し、記念すべき勝者第1号となった。7月21日の第2戦でも、大阪に乗り込みこの試合がデビュー戦となった後の世界チャンピオン安藤麻里を判定で下した。しかし、3戦目で後に小関桃が持つ世界王座に挑戦する伊藤まみにKOを喫して引退。
なお、なでしこファイトで活動しているSAKURAとは別人である。

## 戦績
- プロボクシング:9戦 5勝 3敗 1分

| 戦           | 日付           | 勝敗 | 時間    | 内容        | 対戦相手                   | 国籍 | 備考           |
| ------------ | -------------- | ---- | ------- | ----------- | -------------------------- | ---- | -------------- |
| 1            | 2006年4月30日  | 敗北 | 2R      | 負傷判定0-3 | 藤澤ノリ(マーシャルアーツ) | 日本 | プロデビュー戦 |
| 2            | 2006年6月10日  | 勝利 | 4R      | 判定3-0     | 関友紀子                   | 日本 |                |
| 3            | 2006年10月29日 | 勝利 | 4R      | 判定3-0     | 江口凡子(シュガーレイ)     | 日本 |                |
| 4            | 2007年2月12日  | 敗北 | 1R 1:46 | KO          | 相川周子(BCG)              | 日本 |                |
| 5            | 2007年7月29日  | 引分 | 4R      | 判定0-1     | 久保真由美(鴨居)           | 日本 |                |
| 6            | 2007年11月10日 | 勝利 | 4R      | 判定3-0     | サヤカ(ナックルスポーツ)   | 日本 |                |
| 7            | 2008年5月9日   | 勝利 | 4R      | 判定3-0     | 小林悠梨(真正)             | 日本 |                |
| 8            | 2008年7月21日  | 勝利 | 4R      | 判定3-0     | 安藤麻里(フュチュール)     | 日本 |                |
| 9            | 2008年11月19日 | 敗北 | 2R 0:30 | TKO         | 伊藤まみ(イマオカ)         | 日本 |                |
| テンプレート |                |      |         |             |                            |      |                |

## 人物
JWBC時代はメイド服で入場していることで話題になっていた。そしてそのバリエーションも豊富である。